# Espenfeld
Espenfeld ist ein Ortsteil von Arnstadt im Ilm-Kreis (Thüringen).

## Geografie
Espenfeld liegt in einer Senke auf der Hochfläche zwischen Geratal im Osten und Jonastal im Westen in etwa 380 Metern Höhe. Südwestlich des Ortes erhebt sich die Ebanotte bis zu 517,8 Meter ü. NN. Etwa 100 Meter südöstlich des Ortes befindet sich das Naturschutzgebiet Gottesholz. Bei dem Ort handelt es sich um ein typisches Angerdorf. Die auf dem Anger stehende Kastanie wurde am 28. Februar 2012 durch eine Deutsche Eiche ersetzt. Espenfeld ist mit seinen 135 Einwohnern der kleinste Ortsteil der Stadt Arnstadt.

## Geschichte

### Von der Frühzeit bis zur Gegenwart
Durch Espenfeld führte einst eine günstige Verkehrsverbindung aus Richtung Arnstadt über den Thüringer Wald bei Oberhof. Daher war in frühgeschichtlicher Zeit der Ort für den gebirgsüberschreitenden Verkehr wichtig. Ein archäologisch erforschtes slawisches Gräberfeld aus dem 10. bis 12. Jahrhundert bestätigt dies.

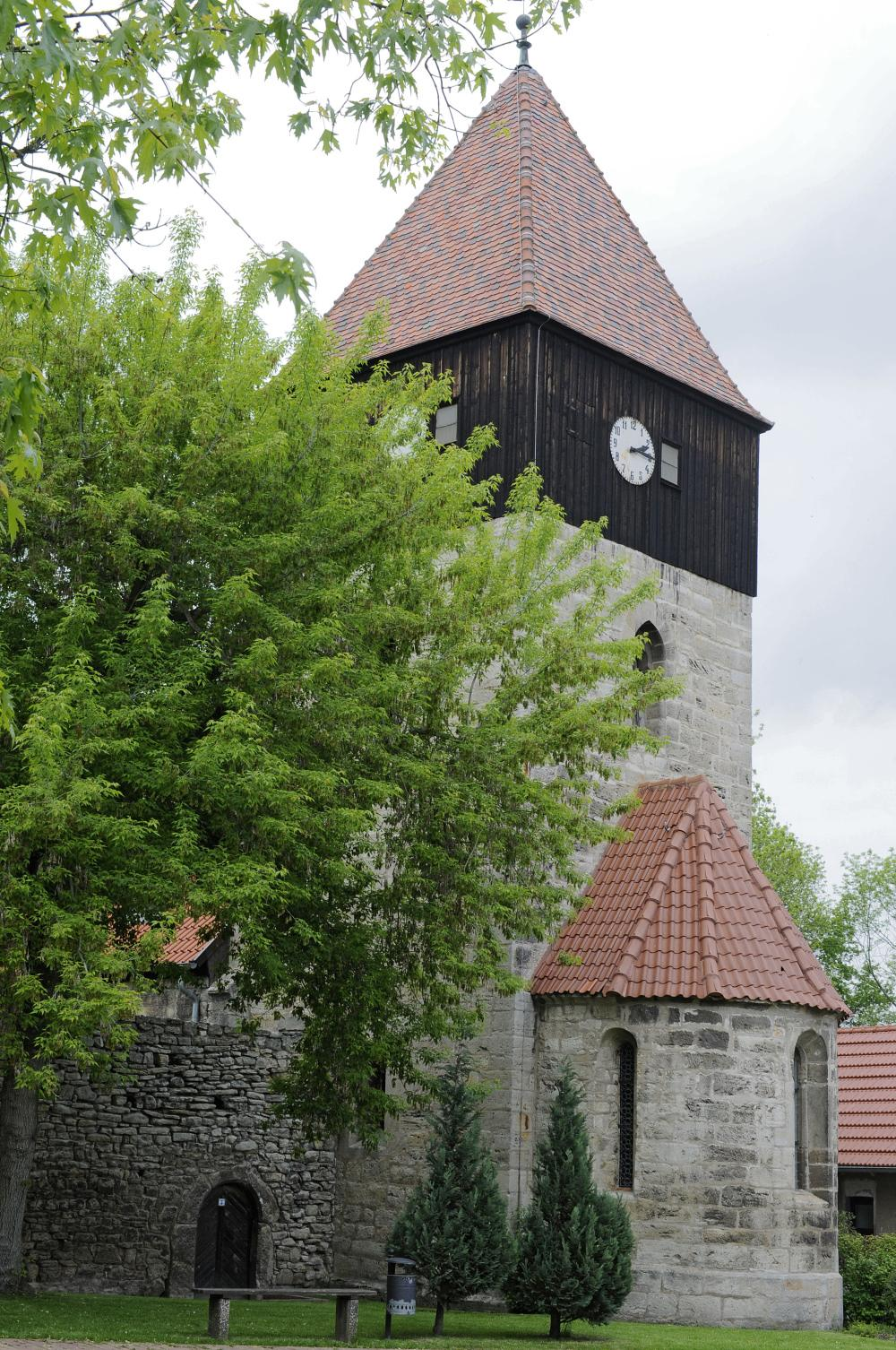
Wehrkirche St. Crucis

Espenfeld wurde 1273 als „Espenveld“ erstmals erwähnt. Weitere Nennungen finden 1412 als „Espenfeild“, 1417 als „Espenfeylt“ und 1453 als „Espenfelt“ statt. Die Kirche des Ortes ist eine Wehrkirche im romanischen Chorturmkirchenstil. Ihre Bauzeit wird auf die Mitte des 13. Jahrhunderts datiert. Von 1599 bis 1920 gehörte Espenfeld zu Schwarzburg-Arnstadt bzw. Schwarzburg-Sondershausen (Oberherrschaft).
Am Ende des Zweiten Weltkriegs gab es bei Espenfeld eine Nebenstelle des Zwangsarbeitslagers Ohrdruf, in der die Häftlinge in Zelten, möglicherweise auch in Baracken, untergebracht waren und für die Bauarbeiten im Jonastal eingesetzt wurden. Nach der Einnahme Thüringens durch US-amerikanische Truppen mussten etwa 200 in Arnstadt festgenommene NSDAP-Mitglieder am 13. Mai 1945 96 ermordete Häftlinge aus einem Massengrab in Einzelgräber umbetten. Daraus entstand ein noch heute existierender Ehrenfriedhof für KZ-Häftlinge. Von 1970 bis 1990 gab es in der ehemaligen Schule des Ortes eine Ausstellung über das Außenlager Jonastal des KZ Buchenwald.
Am 24. Januar 1974 wurde Espenfeld in die Gemeinde Siegelbach eingegliedert. Diese wiederum wurde zusammen mit Espenfeld am 14. April 1994 in die Stadt Arnstadt eingemeindet.

### Einwohnerentwicklung
- 1887: 211[3]
- 2007: 154
- 2008: 151
- 2009: 155
- 2010: 150
- 2011: 145[1]

## Politik
Die Arnstädter Ortsteile Dosdorf und Espenfeld haben eine gemeinsame Ortsteilverfassung gemäß § 45 Thüringer Kommunalordnung, sodass für beide Ortsteile ein gemeinsamer Ortsteilbürgermeister und Ortsteilrat zuständig ist.
Der langjährige ehrenamtliche Ortsteilbürgermeister ist Rüdiger Carnarius, er wurde zuletzt bei den Kommunalwahlen in Thüringen am 26. Mai 2024 im Amt bestätigt. Zusammen mit vier weiteren Mitgliedern bildet Carnarius den Ortsteilrat.

## Wirtschaft und Verkehr
Espenfeld ist landwirtschaftlich geprägt. In der Nähe befinden sich auch einige kleinere Kalksteinbrüche.
Straßen verbinden den Ort mit Siegelbach, Arnstadt und Gossel/Crawinkel. Durch Espenfeld führt der Radwanderweg Bach-Rad-Erlebnis-Route.